# Загоровская улица (Киев)
Загоровская у́лица (укр. Загорівська вулиця) — улица в Шевченковском районе города Киева, местности Лукьяновка, Татарка. Пролегает от улицы Академика Ромоданова до Половецкой улицы.
Примыкают улицы Овручская, Платона Майбороды, Николая Мурашко, Кмитов Яр и Цветущий переулок (бывший Новобоггоутовский переулок).

## Исторические названия
- Багговутовская — до 1925 года.
- 9 января (1925—1944).
- Январская (1944—1977).
- Маршала Будённого (1977—1991).
- Багговутовская (1991—2023).
- Загоровская (с 2023).

## История
Багговутовская улица появилась в 1840-х годах и является одной из старейших улиц Лукьяновки.
Улица является частью древней Юрковской дороги, которая связывала Подол с Кирилловскими холмами по Юрковскому яру и склонам горы Юрковица.

### Название
По одной из версий, название происходит от домовладельца Леонтия Багговута. В 1840-х гг началась застройка верхней части дороги и по документам городских властей одним из первых застройщиков был некий Леонтий Багговут, чья усадьба упоминается в 1843 году.
По другой версии улица получила своё название в честь генерала от кавалерии Багговута А. Ф. (1807—1883), который владел усадьбой на Лукьяновке и был старостой Феодоровской церкви.
Название «Багговутовская» часто писалось с ошибками, поэтому встречаются названия Богговутовская, Боггоутовская, Богоутска.
Современное название происходит от урочища Загоровщина.

## Рельеф
В начале улицы (северо-запад) около 500 метров по полностью равнинной местности, далее спуск в сторону Кмитова яра, потом подъем в сторону горы Юрковицы.

## Значимые здания
- Киевская областная клиническая больница — дом № 1. Больница основана в 1885 году, на средства представителей еврейской общины, однако там обслуживались не только евреи, но и жители Лукьяновки. В настоящее время больница занимает площадь между улицами Герцена, Пугачева и Репьяховым яром.
- Кабельный завод («Укркабель») — Багговутовская, 17-21. Завод основан в начале XX века.
- Главное управление по борьбе с организованной преступностью — дом № 2;
- Супермаркет «Фуршет» — № 17-21;
- Налоговая инспекция Шевченковского района — № 26;
- Общежитие Национальной медицинской академии — № 27.
- Институт Вертебрологии и Реабилитации — № 23